# Arabia Saudita ai Giochi della XXI Olimpiade
L'Arabia Saudita partecipò ai Giochi della XXI Olimpiade che si sono svolti a Montréal dal 17 luglio al 1º agosto 1976, con una delegazione di 14 atleti, tutti impegnati in gare di atletica leggera. Fu la seconda partecipazione di questo paese ai Giochi Olimpici. Non fu conquistata nessuna medaglia.